# Opalglas

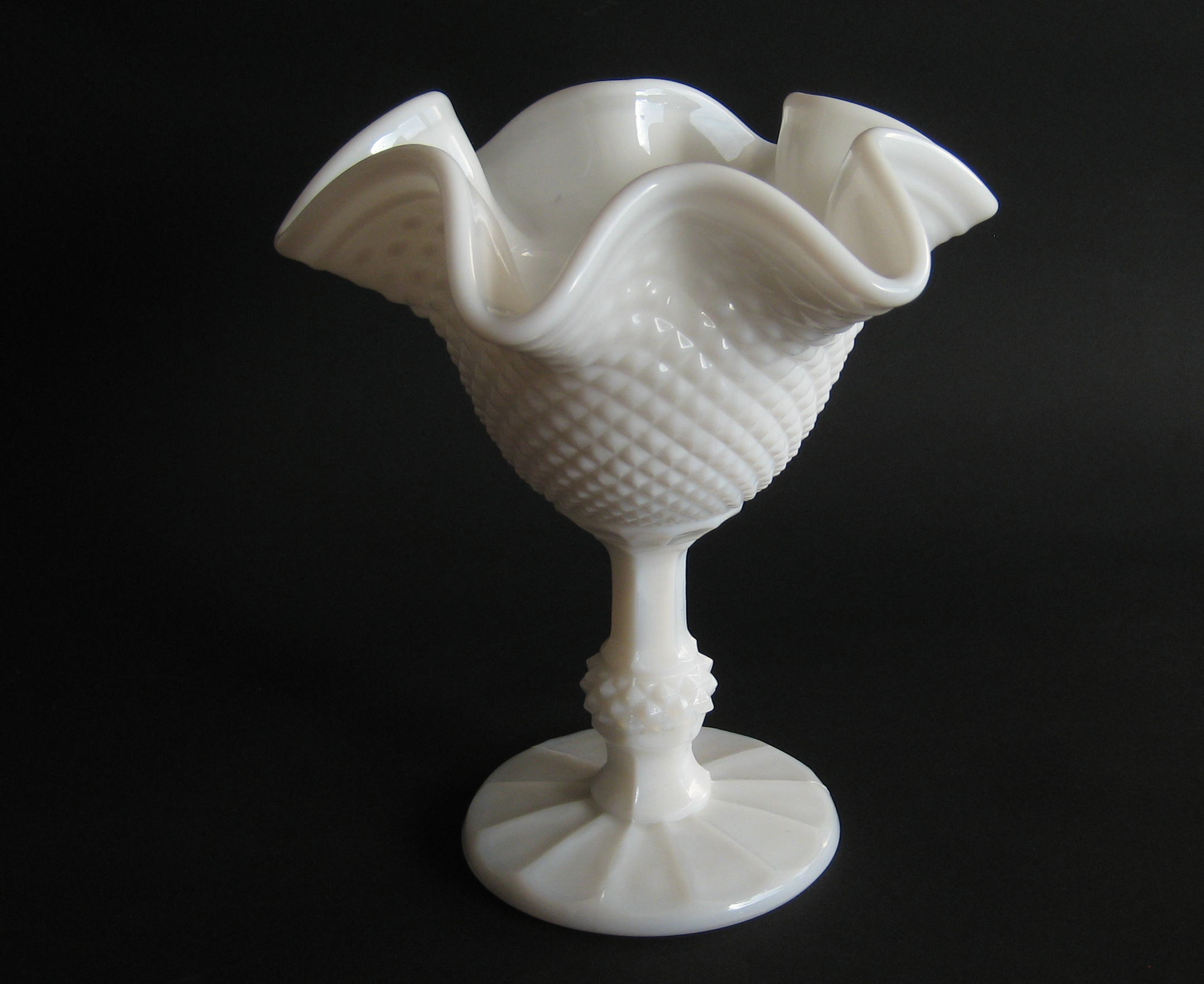
Skål av mjölkglas

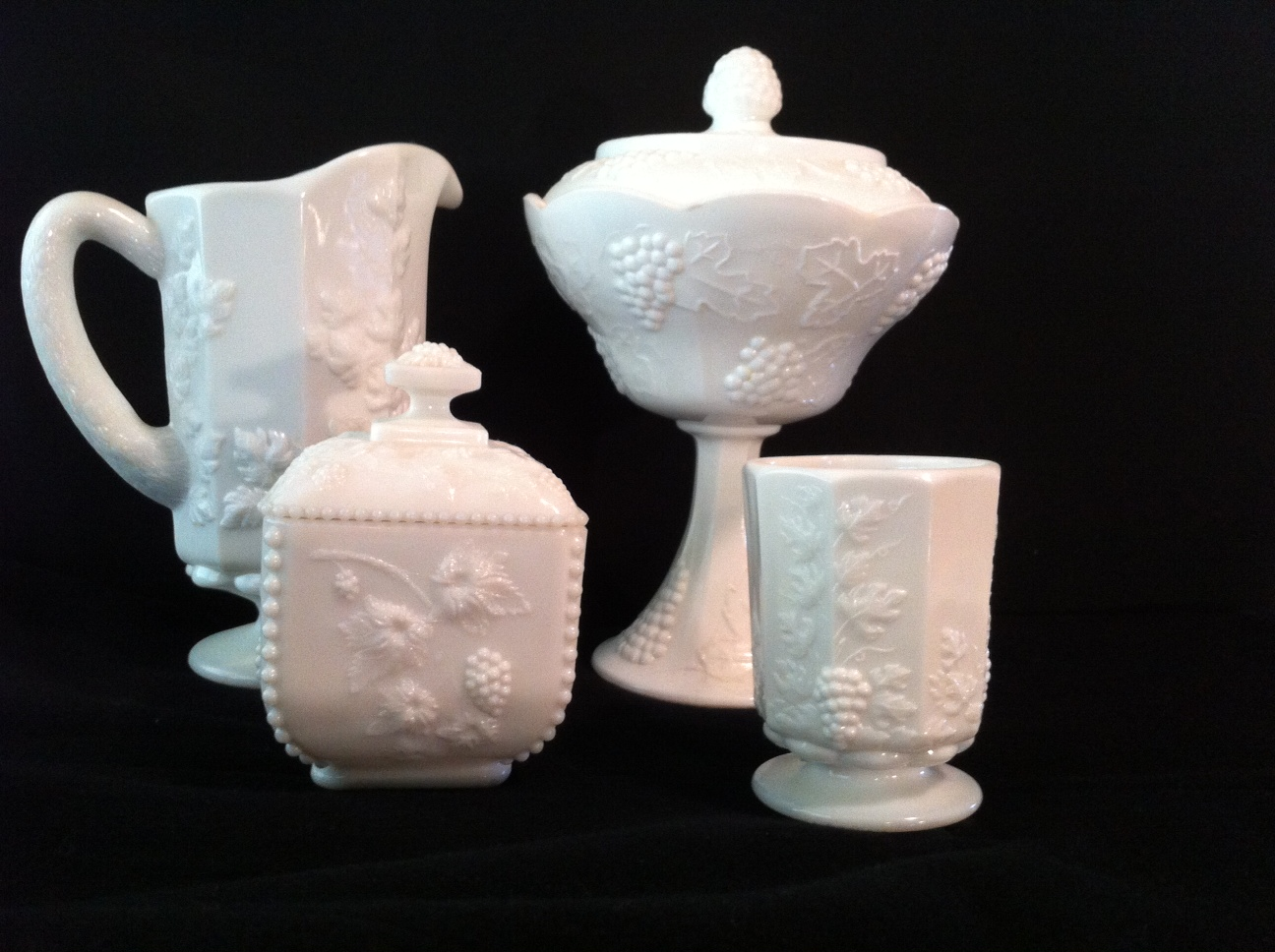

Opalglas, även kallat flussglas, är ett ogenomsynligt vitt glas som framställs av ämnen som soda, pottaska och borax.  Halten av dessa komponenter kan dock variera något, vilket också påverkar glasets specifika vikt. Det har låg hårdhet och kan repas med en fil. Det har också en låg smältpunkt p.g.a. innehållet av lättsmälta ämnen. Mjölkglas är ett namn som används om mjölkvitt opalglas.
Glasets karaktär beror av att ljusstrålar reflekteras oregelbundet och bryts vilket ger glaset dess mjölkaktiga utseende. Denna verkan kan erhållas med olika ämnen som t.ex. kalciumfosfat, arseniktrioxid, antimontrioxid, titansyreanhydrid, zirkoniumoxid, flusspat, kryolit m m. Glaset har ibland benämnts efter grumlingsmedlet som t.ex. benglas, kryolitglas, spatglas m m.
Till utseendet är det mycket likt vitt porslin, även om ytfinishen är mera blank än vissa former av porslin. Önskas annan färg än vitt, tillsätts oxid av olika metaller.

## Användning
Opalglas har tillverkats sedan antiken, på 1400-talet upptogs tillverkningen i Venedig. Under 1600- och 1700-talet användes föremål i opalglas för att efterlikna det svåröverkomliga kinesiska porslinet. Under 1800-talet blev så kallat opalinglas, halvgenomskinligt färgat glas populärt i prydnadsföremål, särskilt i Böhmen och Frankrike.